# Zelenkasta lesandra
Zelenkasta lesandra (lesandrina, petrusin veliki, selen divlja, lat. Smyrnium olusatrum) je biljka iz porodice Umbeliferae. Poznavali su je već Teofrast i Plinije Stariji. Biljka može narasti do 150 cm visine. Nekada je korištena kao začinska i ljekovita biljka. Okus biljke je između celera i peršina, no ne tako ugodan kao potonji.
Kod nas je česta i srodna prorasla lesandra, lat.Smyrnium perfoliatum. Mlada biljka je također jestiva.

## Vanjske poveznice
PFAF database Smyrnium olustrum  Arhivirana inačica izvorne stranice od 22. studenoga 2012. (Wayback Machine)
- Smyrnium olusatrum